# John Gardner
John Champlin Gardner Jr. (Batavia, 21 luglio 1933 – Susquehanna, 14 settembre 1982) è stato uno scrittore e insegnante statunitense.

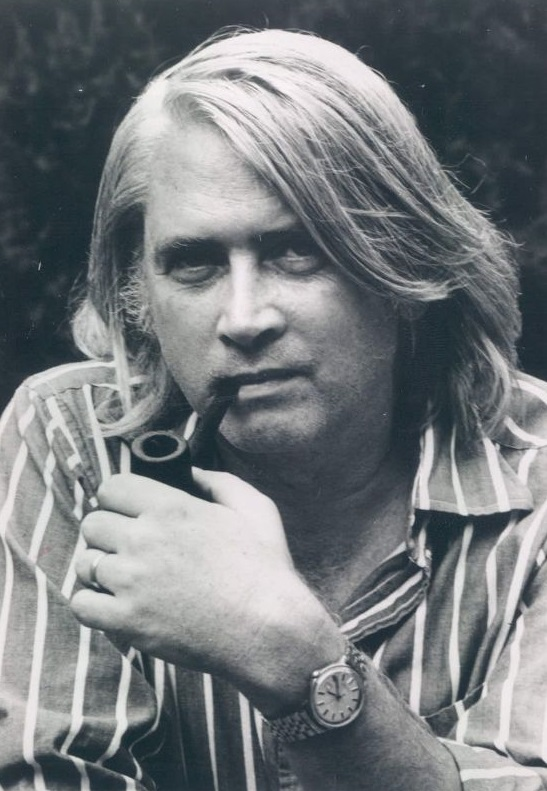
John Gardner (1979)

È stata una figura popolare e controversa fino alla morte prematura in un incidente motociclistico all'età di 49 anni.

## Infanzia e istruzione
I suoi genitori, il padre un pastore laico e la madre un'insegnante, ebbero una forte influenza nella sua vita. Entrambi erano appassionati di Shakespeare e spesso recitavano letteratura insieme. Da bambino Gardner frequentò la scuola pubblica e lavorò nella fattoria del padre dove, nell'aprile 1945 (aveva 11 anni) il fratello più piccolo rimase ucciso in un incidente con una macchina agricola. Gardner, che guidava il trattore durante l'incidente, ebbe un senso di colpa per tutta la vita, incubi e flashback dell'accaduto. L'incidente ritorna spesso nei suoi romanzi e nella sua critica letteraria, specialmente nel racconto Redemption del 1977, dove descrive minuziosamente l'accaduto.
Gardner iniziò l'università alla DePauw University e si diplomò alla Washington University di St. Louis nel 1955. Conseguì il master alla University of Iowa.

## Narrativa
Gardner scrisse i suoi romanzi più popolari negli anni settanta. L'orco (1971) è una riscrittura del poema epico Beowulf, originariamente incentrato sulla figura dell'eroe, dal punto di vista del mostro. Sunlight Dialogues (1972) parla di un cupo e disilluso poliziotto alla ricerca di un pazzo erudito in mitologia classica. October Light (1976), è incentrato sulla vita di un fratello e una sorella che, anziani e inaciditi, vivono insieme e litigano nella campagna del Vermont. Quest'ultimo ha vinto il National Book Critics' Circle Award nel 1976. In ogni libro i personaggi sono figure brutali e isolate che lottano per l'onestà e la comprensione nella spietata società.

## Insegnamento e critica
Gardner fu insegnante di scrittura creativa per tutta la vita. Era uno dei favoriti alla Bread Loaf Writers' Conference, un seminario di scrittori e poeti tra i più prestigiosi degli Stati Uniti. I suoi due libri sull'arte di scrivere narrativa, On Becoming a Novelist e The Art of Fiction, sono considerati dei classici. Come tutti sanno Gardner era ossessivo nei suoi lavori, e ottenne la fama per il linguaggio ricercato, per il ritmo lento della sua scrittura e per l'attenzione che riservava alla continuità del sogno immaginario. A ogni livello di profondità i suoi libri sono quasi sempre toccati dal potere di redenzione dell'arte.
Nel 1978 il saggio di critica letteraria On Moral Fiction in cui esprimeva Il suo giudizio sugli autori contemporanei — inclusi alcuni luminari della narrativa americana come John Updike e John Barth — che Gardner considerava entrambi diretti e coraggiosi, ma inesperti e dipendenti dalla loro prospettiva, danneggiò il suo rapporto con molte case editrici e animò un dibattito nei media più conformisti, portando Gardner alla ribalta con un'intervista a The Dick Cavett Show (16 maggio 1978) e con un articolo nel The New York Times (giugno 1979). Gardner dichiarò che il clamore suscitato dalle critiche di questo libro portò alla tiepida accoglienza del suo ultimo romanzo, Micklesson's Ghost (1982). Nel clamore delle critiche è passata in secondo piano l'affascinante tesi al centro del saggio, forse la più chiara esposizione della filosofia dello scrivere narrativa di Gardner: la narrativa doveva essere morale, una moralità non strettamente religiosa o culturale del termine, ma volta ad avvicinarsi e a scoprire quei valori umani che sono universalmente riconosciuti. Gardner sentiva che alcuni scrittori contemporanei erano morali in questo senso, ma indugiavano in un "disperato ammiccare e sgobbare" (per citare la sua valutazione di Thomas Pynchon) o in un nichilismo alla moda in cui Gardner non vedeva un atteggiamento onesto. Gore Vidal trovò il saggio, così come i romanzi di Gardner, ipocriti e pedanti, e chiamò Gardner "ex-apostolo degli ignoranti, una specie d'evangelico cristiano che vedeva il paradiso come un'università pragmatica americana".
Gardner ha ispirato, e qualcuno dice anche intimorito, i suoi studenti scrittori. Alla Chico State University, quando un giovane Raymond Carver disse a Gardner che non gli era piaciuto il racconto Blackberry Winter di Robert Penn Warren che gli era stato assegnato come compito, Gardner gli rispose: "Faresti meglio a rileggerlo". "E non stava scherzando", disse Carver, che riportò questo aneddoto nella sua introduzione a Il mestiere dello scrittore. Nella stessa introduzione esprime chiaramente il suo rispetto per Gardner, e ne ricorda anche la gentilezza; quando Carver aveva bisogno di un posto per scrivere indisturbato, Gardner gli diede la chiave del proprio ufficio.
Nel 1977 Gardner pubblicò la biografia di Geoffrey Chaucer, The Life and Times of Chaucer. In una recensione dell'ottobre 1977 pubblicata su Speculum, Sumner J. Ferris sostenne che la biografia è in molte parti un plagio del lavoro di altri autori (senza però citartene il nome e le opere) dovuto alla troppa fretta con cui si è deciso di pubblicare il libro, ma il 10 aprile 1978 Peter Prescott in un articolo nel Newsweek cita l'articolo di Ferris e accusa Gardner di plagio; queste insinuazioni sono state accolte da Gardner "con un sospiro".
Il 10 dicembre 1977 Gardner viene ricoverato per un mese e mezzo per un cancro al colon.
Nel 1994 Stewart O'Nan pubblicò On Writers and Writing, una raccolta postuma di saggi e recensioni. Il suo amico e studente Charles Johnson scrisse un'introduzione che è stata apprezzata dal vasto pubblico di lettori.

## Vita privata
Nel 1953 Gardner sposò la cugina Joan Louise Patterson. Ebbero dei figli, ma la storia finì in un divorzio. Gardner si risposò con la poetessa Elizabeth Rosenberg nel 1980, ma anche questo matrimonio finì con un divorzio. L'incidente motociclistico che gli fu fatale occorse pochi giorni prima del suo matrimonio con Susan Thornton, che pubblicherà nel 2000 le memorie della loro storia (Broken Glass, Loving and Losing John Gardner).
Gardner è stato seppellito di fianco a suo fratello nel Grandview Cemetery di Batavia (New York).

## Opere

### Narrativa
- The Resurrection (1966)
- The Wreckage of Agathon (1970)
- Grendel (1971)
  - trad. di Rossella Bernascone, L'orco, Torino, Einaudi (col. "Nuovi coralli" n. 449), 1991 ISBN 88-06-12522-2
- Sunlight Dialogues (1972)
- Jason and Medeia (1973)
- Nickel Mountain. A Pastoral Novel (1973)
- The King's Indian. Stories and Tales (1974)[3]
- October Light (1976)
  - trad. Luce d'ottobre, Roma, Editori Riuniti (coll. "I David" n. 36), 1978
- In the Suicide Mountains (1977)
- Freddy's Book (1980)
- The Art of Living and Other Stories (1981)[4]
- Mickelsson's Ghosts (1982)

### Biografie
- The Life and Times of Chaucer (1977)

### Libri per ragazzi
- Dragon, Dragon (and Other Tales) (1975[5]
- Gudgekin the Thistle Girl (and Other Tales) (1976)[6]
- The King of the Hummingbirds (and Other Tales) (1977)[7]

### Saggi
- The Form of Fiction (con Lennis Dunlap) (1966)
- The Construction of the Wakefield Cycle (1974)
- The Construction of Christian Poetry in Old English (1975)
- The Poetry of Chaucer (1977)
- On Moral Fiction (1977)
- On Becoming a Novelist (1983)
  - trad. di Cinzia Tafani, Il mestiere dello scrittore, introduzione di Raymond Carver, Genova, Marietti (coll. "I rombi" n. 2), 1989 ISBN 88-211-6663-5
  - stessa trad, 2ª ed. riveduta con aggiunta una premessa di Davide Rondoni, Genova, Marietti 1820 (coll. "I rombi. Nuova serie" n. 71), 2010 ISBN 978-88-211-8825-1
- The Art of Fiction. Notes on Craft for Young Writers (1983)
- On Writers and Writing (1994)[8]

### Traduzioni
- The Complete Works of the Gawain-Poet (1965)
- The Alliterative Morte Arthure. The Owl and the Nightingale, and Five Other Middle English Poems in Modernized Version (1971)
- Gilgamesh (con John Maier e Richard A. Henshaw) (1984)

### Altro
- Joyce Renwick e Howard Smith, John Gardner: An Interview (1980)
- Allan Richard Chavkin, Conversations with John Gardner (1990)
- Lies! lies! lies!: A College Journal of John Gardner (1999)